# Общественный колледж

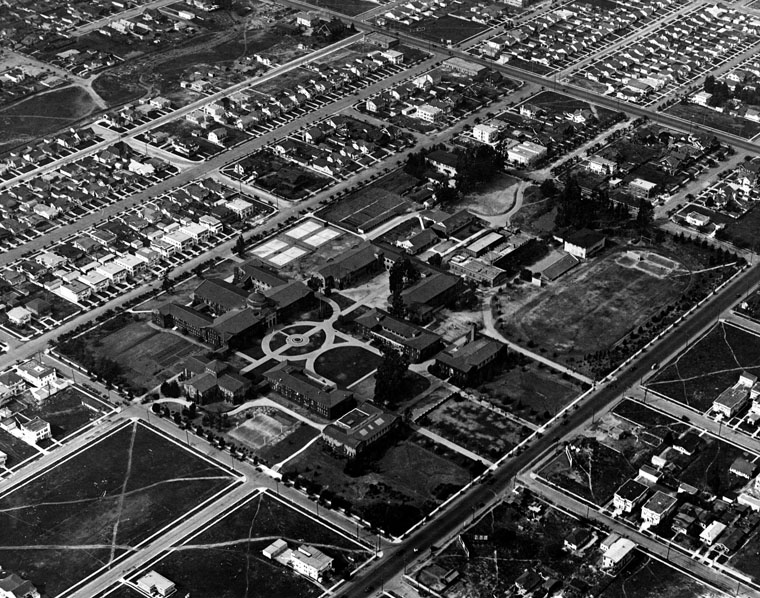
Кампус городского колледжа Лос-Анджелеса, около 1922 г.

Общественный (или общинный) колледж (community college) — тип учебного заведения в странах англосаксонских традиций — таких, как Великобритания, США, Канада, Австралия, а также бывшие колонии и зависимые территории (Индия, Малайзия, Филиппины и др.). Точное значение термина может варьироваться в разных странах. Во многих общественных колледжах существует «открытый набор» для студентов, окончивших среднюю школу (в англоязычных странах 9-12- классы, где набираются нужные для колледжа кредиты, обычно называются «старшая школа», или high school).
Термин «общественный колледж» обычно относится к высшему учебному заведению, которое предоставляет академические программы профессионального образования, а также для набора недостающих академических кредитов для поступления в университет, если они не были набраны в старшей школе. В некоторых учебных заведениях есть спортивные команды и общежития, аналогичные их университетским аналогам. 

## Австралия
В Австралии термин «общественный колледж» (community college) не идентичен американскому; он относится к малым частным предприятиям, проводящим короткие (например, 6-недельные) курсы, как правило, для самосовершенствования или для любителей. В то же время, точным эквивалентом американского термина community college являются колледжи высшего и дополнительного образования (TAFE); это учреждения, регулируемые в основном на уровне штатов и территорий. Также растет число частных учреждений образования, которые в просторечии называют «колледжами».
TAFE и другие учреждения образования продолжают традицию обучения взрослых, которая была заложена в Австралии примерно в середине XIX века, когда проводились вечерние занятия, чтобы помочь взрослым улучшить свои навыки счёта и грамотности. Большинство австралийских университетов также восходят к предшественникам подобного уровня, хотя после получения статуса университета их профиль менялся.
Сегодня в TAFE и колледжах предлагаются курсы, предназначенные для личного развития человека или для достижения результатов в трудоустройстве. Образовательные программы охватывают различные темы, такие как искусство, языки, бизнес и образ жизни. Обычно они проводятся два, три или четыре дня в неделю, в зависимости от уровня пройденного курса. Обучение на Сертификат I занимает 4 часа два раза в неделю в течение 9 недель. Дипломный курс дневной формы обучения может включать занятия 4 дня в неделю в течение года (36 недель). Некоторые курсы (для людей, работающих полный рабочий день) могут проводиться по вечерам или в выходные дни.
Финансирование колледжей может осуществляться как за счёт государственных грантов, так и оплаты курсов. Многие из них являются некоммерческими организациями. Такие TAFE расположены в крупных городах, регионах и сельской местности Австралии.
Образование, предлагаемое TAFE и колледжами, с годами изменилось. К 1980-м годам многие колледжи осознали потребность общества в компьютерном обучении. С тех пор тысячи людей повысили свои навыки на курсах ИТ. Большинство колледжей к концу 20 века также стали зарегистрированными учебными организациями. Они предлагают людям полезные, нетрадиционные возможности для обучения, чтобы получить навыки, которые лучше подготовят их к работе и потенциальным вакансиям.
Исторически, TAFE и колледжи не предлагали степени бакалавра, вместо этого предоставляя подготовительные курсы для дальнейшего обучения в университетах. последнее время некоторые TAFE и частные колледжи также стали самостоятельно предлагать услуги по высшему образованию, то есть программы бакалаврского уровня.

## Канада
В Канаде вместо американского термина «общественный колледж» используется термин «колледж». Так называются учебные заведения для взрослых, которые предоставляют высшее и третичное образование и выдают сертификаты и дипломы. Кроме того, в Онтарио 24 колледжа прикладных искусств и технологий получили право предлагать свои собственные автономные степени, а также предлагать совместные степени с университетами на основе «соглашений об артикуляции», в результате чего студенты получают как диплом колледжа, так и академическую степень в университете. Так, например, Гуэлфский университет установил подобное партнёрство с Хамбер-колледжем, а Йоркский университет — с Сенека-колледжем. Однако в последнее время колледжи сами начали предлагать различные степени, чаще всего в сфере бизнеса и технологий. Академическая и экономическая ценность такого диплома на рынке труда всё ещё колеблется. Каждая провинция имеет свою собственную систему образования, как это предписано канадской федеральной политической моделью. В середине 1960-х — начале 1970-х годов большинство канадских колледжей начали предоставлять практическое образование и подготовку для нового поколения бэби-бума, а также для иммигрантов со всего мира, которые в то время въезжали в Канаду в большом количестве. Формирующей тенденцией стало объединение учреждений профессионального обучения и образования для взрослых (вечерние школы), которые до того времени существовали по отдельности друг от друга.
Канадские колледжи либо финансируются государством, либо являются частными высшими учебными заведениями (коммерческими). В Канаде насчитывается 150 учебных заведений, которые в той или иной мере эквивалентны общественным колледжам в США.
Университеты отличаются от колледжей главным образом тем, что в дополнение к ученым степеням университеты обычно присуждают степени младшего специалиста и бакалавра, В некоторых регионах в ряде курсов обучения колледжи и университеты сотрудничают, поэтому студенты колледжей могут зарабатывать переводные кредиты для получения степени бакалавра.
Университетские степени обычно можно получить через четыре года обучения. Термин « ассоциированная степень» используется в западной Канаде для обозначения двухлетней научной или гуманитарной степени колледжа, аналогично тому, как этот термин используется в Соединённых Штатах. В других частях Канады термин « ученая степень» используется для обозначения трех- или четырёхлетней программы колледжа.
В провинции Квебек три года являются нормой для получения университетской степени, потому что до этого в течение года академические кредиты зарабатываются в системе «сежепов» (Collège d’enseignement général et Professionnel (CEGEP); на английском языке: Колледж общего и профессионального образования). Даже в канадском англоязычном обиходе «сежепы» часто приравниваются к колледжам, однако сам этот термин описывает учреждения, характерные именно для квебекской образовательной системе. .
Помимо перечисленных выше учреждений, в Квебеке слово «колледж» также может относиться к частной средней школе. Исторически колледжами назывались также некоторые престижные старшие школы в англоязычной Канаде, но к настоящему времени термин в этом значении вышел из обихода.

## Индия
В Индии 98 общественных колледжей признаны Комиссией по университетским грантам. Эти колледжи предлагают курсы для получения дипломов, предварительных дипломов и сертификатов. Продолжительность этих курсов обычно составляет от шести месяцев до двух лет.

## Малайзия

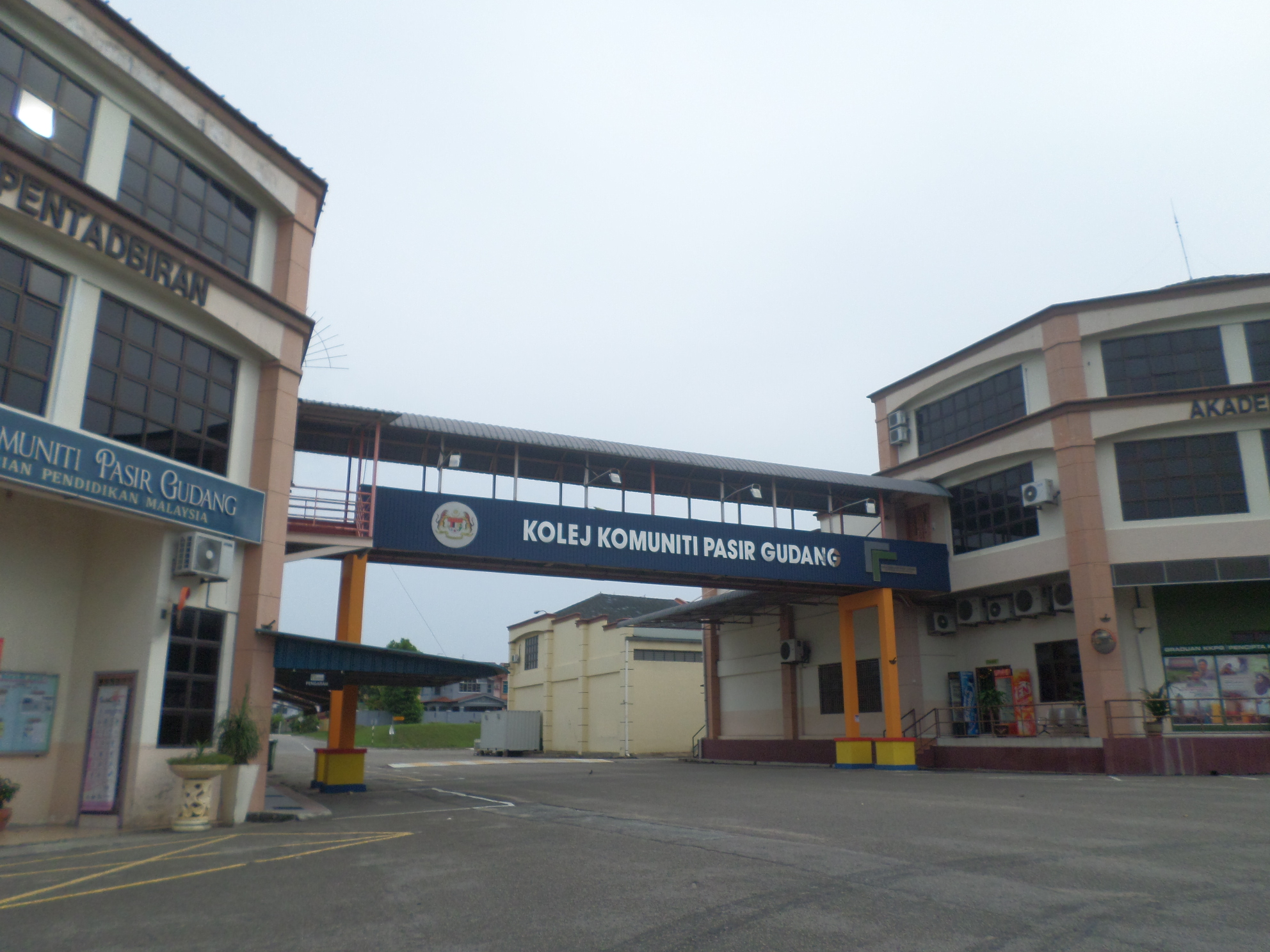
Общественный колледж в Пасир Гуданге, Джохор.

Общественные колледжи в Малайзии представляют собой сеть учебных заведений, в которых выпускникам школ может быть обеспечена профессионально-техническая подготовка на всех уровнях до того, как они начнут работать. Колледжи также предоставляют сельским общинам инфраструктуру для приобретения навыков на коротких курсах, а также обеспечивают доступ к послесреднему образованию.
В настоящее время большинство общественных колледжей предоставляют образовательную квалификацию вплоть до уровня 3 в Малайзийской системе квалификаций (MQF) как в секторе навыков (Sijil Kemahiran Malaysia или малайзийский сертификат навыков), так и в секторе профессионального обучения и тренинга. Растёт количество общественных колледжей, которые начинают присваивать квалификацию 4-го уровня (диплом). Тем не менее, этот уровень — всё ещё на два уровня ниже степени бакалавра (уровень 6 в MQF), и студенты в рамках системы, которые намереваются продолжить свое обучение до этого уровня, обычно будут стремиться к поступлению на программы Advanced Diploma в государственных университетах, политехнических институтах или в аккредитованные частные образовательные заведения.

## Филиппины
На Филиппинах общественная школа в дневное время функционирует как начальная или средняя школа, а к концу дня превращается в общественный колледж. Этот тип учебного заведения предлагает вечерние занятия под руководством одного и того же директора и тех же преподавателей, чья преподавательская нагрузка в колледже составляет неполный рабочий день.
Идея общинного колледжа восходит к инициативе 1971 г. бывшего министра образования, культуры и спорта (MECS) доктора Сесилио Путонга, в ведении которого находились Бюро начального, среднего, высшего и профессионально-технического образования.

## Великобритания
В Соединённом Королевстве, за исключением Шотландии, термин «общественный колледж» используется довольно редко. Немногочисленные известные общественные колледжи (community colleges) — это школы, которые не только предоставляют образование ученикам школьного возраста (11-18 лет), но также предоставляет дополнительные услуги и образование для взрослых и других членов сообщества. Это образование включает в себя, помимо прочего, занятия спортом, грамотность взрослых и обучение образу жизни. Обычно, когда учащиеся заканчивают учёбу в средней школе в возрасте 16 лет, они переходят в шестиклассный колледж, где они учатся для получения сертификата уровня A (хотя в некоторых средних школах есть шестые классы). После двухлетнего периода (достижение уровня A) они могут поступить в колледж дальнейшего образования (college of further education = technical college) или университет.

## Соединённые Штаты

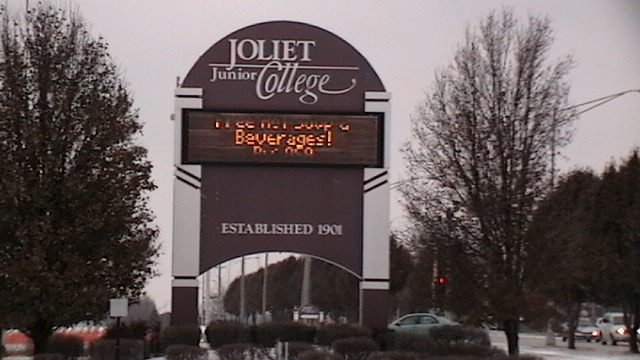
Главный кампус Joliet Junior College в Джолиет, штат Иллинойс, основан в 1901 году как первый общественный колледж в США.

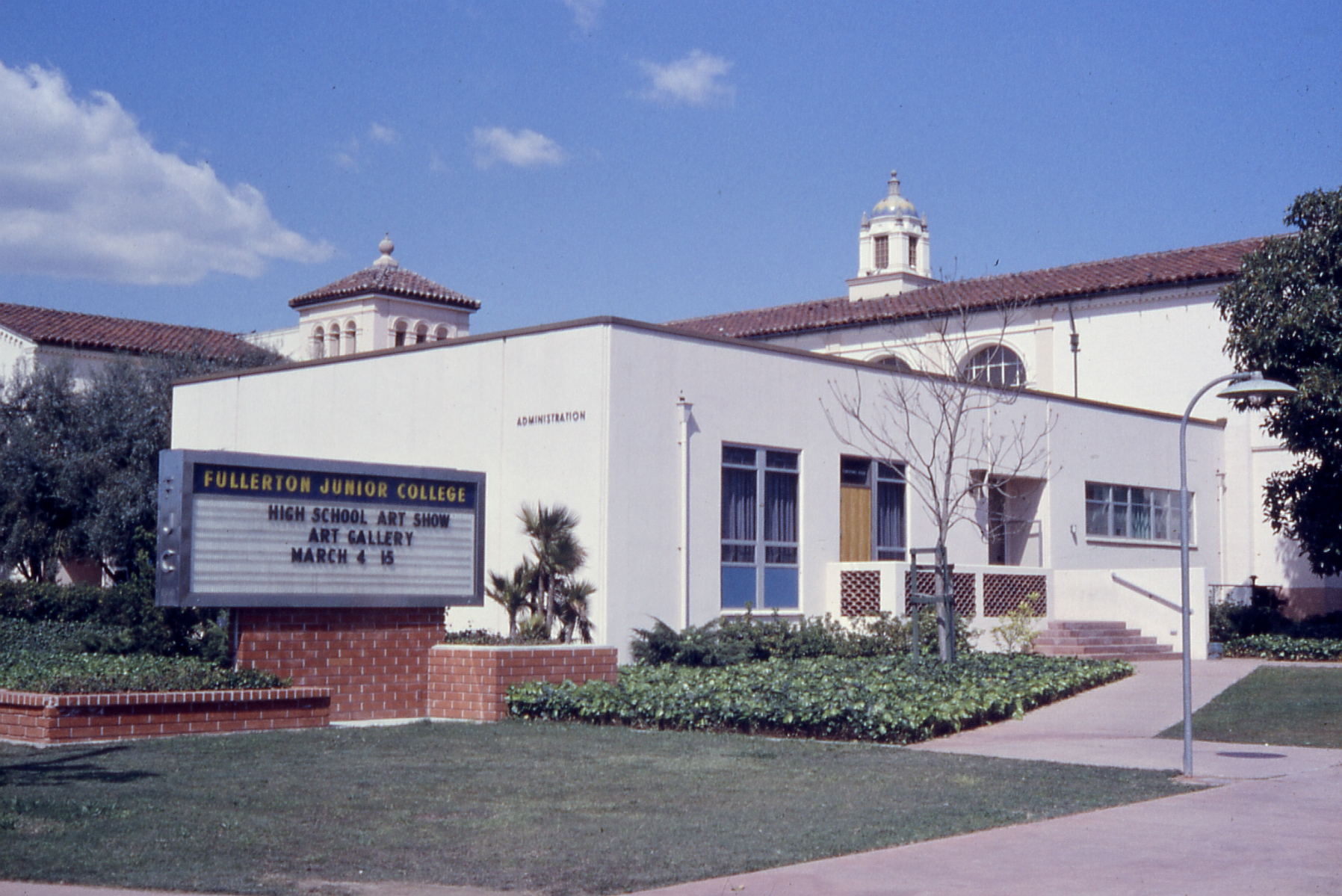
Колледж Фуллертона, старейший общественный колледж (первоначально «младший колледж»), постоянно действующий в Калифорнии, основан в 1913 году.

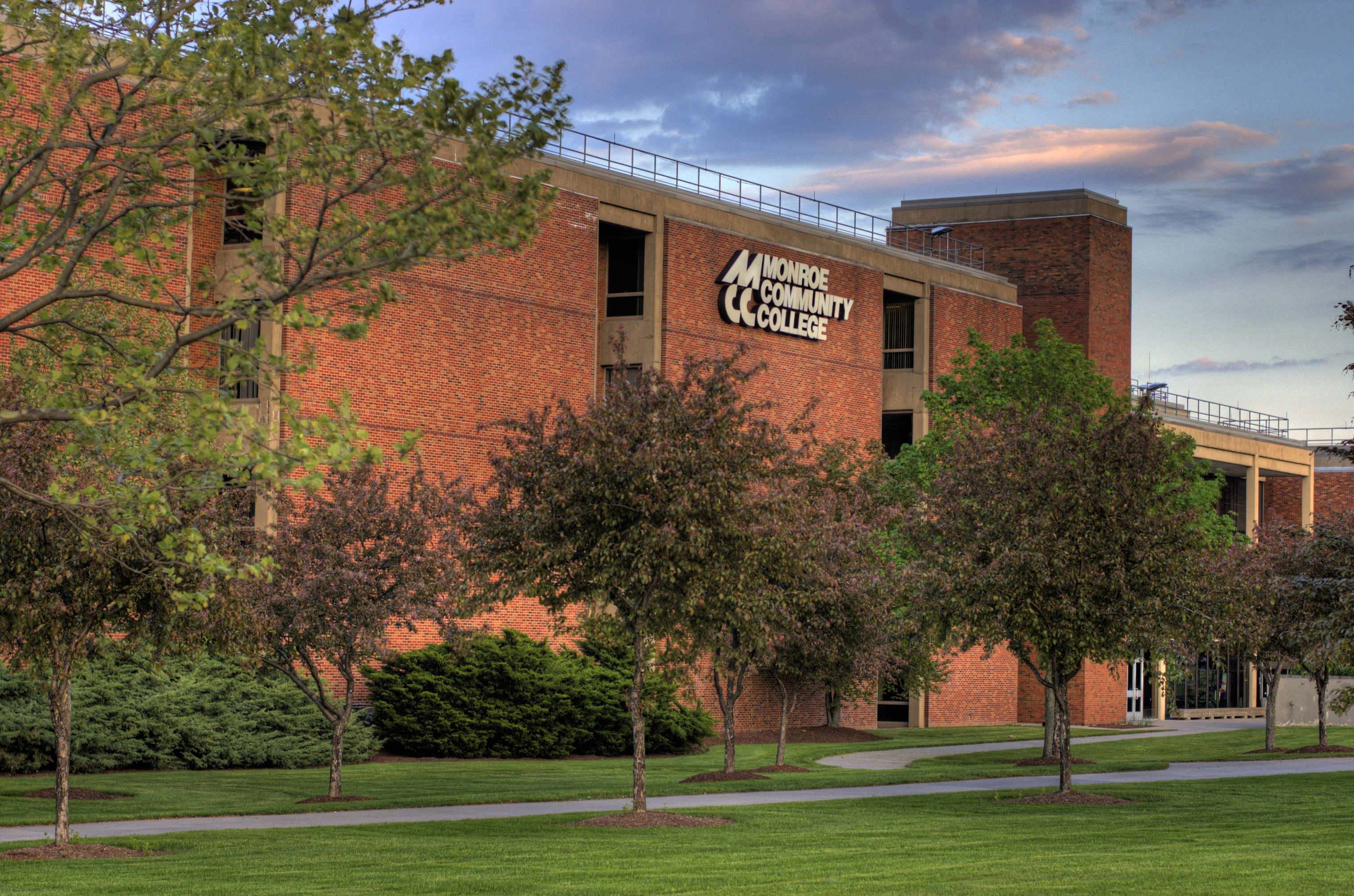
Главный кампус муниципального колледжа Монро в Рочестере, Нью-Йорк

В Соединённых Штатах общественные колледжи, иногда называемые младшими колледжами, техническими колледжами, двухлетними колледжами или городскими колледжами, в основном представляют собой двухгодичные государственные учреждения, предоставляющие низкоуровневое третичное образование, также известное как непрерывное образование. Они выдают сертификаты, дипломы и учёные степени. После окончания общественного колледжа большинство выпускников продолжают обучение в 4-летнем гуманитарном колледже или в университет сроком два-три года, чтобы получить степень бакалавра.
До 1970-х годов общественные колледжи в Соединённых Штатах чаще назывались младшими колледжами (junior colleges). Этот термин до сих пор используется в некоторых учреждениях. Однако термин «младший колледж» обычно применяется к частным двухгодичным учебным заведениям, тогда как термин «общественный колледж» используется для описания двухгодичных учебных заведений, финансируемых государством. Общественные колледжи в основном привлекают и принимают студентов из местной общины (административного округа) и часто поддерживаются местными налоговыми поступлениями (отсюда и название). Они также могут сотрудничать с местными предприятиями, чтобы обеспечить подготовку студентов к работе на местном уровне.

## Исследование деятельности
Некоторые исследовательские организации занимаются изучением деятельности общественных колледжей, младших и технических колледжей. Многие из этих институтов и организаций публикуют исследования и представляют практические результаты на ежегодных конференциях местных колледжей.
- Американская ассоциация общественных колледжей[8][9] осуществляет надзор за исследованиями общественных колледжей с 1920-х годов.[10] AACC издает исследовательский журнал под названием Community College Journal.[11]
- Исследовательский центр общественных колледжей (CCRC) Педагогического колледжа Колумбийского университета с 1996 года проводит исследования общественных колледжей с целью выявления препятствий для доступа студентов к высшему образованию и перспективных решений.
- Ассоциация попечителей муниципальных колледжей (ACCT) с 1972 года занимается обучением членов советов директоров местных колледжей и защитой общественных интересов.
- Центр вовлечения студентов в общественные колледжи Техасского университета в Остине проводит опросы и оказывает поддержку в анализе данных колледжам-членам в отношении различных факторов вовлечения студентов и их участия в местных колледжах в США и Канаде.[12]
- Управление исследований и лидерства в местных колледжах Иллинойского университета в Урбане-Шампейне изучает политику, программы и практики, направленные на улучшение результатов для разноплановой молодежи и взрослых, которые стремятся поступить в колледж и получить работу. Исследования OCCRL охватывают весь образовательный континуум P-20, уделяя особое внимание тому, как общественные колледжи влияют на результаты обучения и трудоустройства различных учащихся. Результаты исследований OCCRL путей и программ обучения, от средней школы до общественных колледжей и университетов и до трудоустройства, распространяются на национальном и международном уровнях. Отчеты и материалы основаны на новых знаниях, собранных и распространенных через веб-сайт OCCRL, научные публикации и другие средства.[13]